# 산드라 이즈바샤
산드라 랄루카 이즈바샤(루마니아어: Sandra Raluca Izbașa, 1990년 6월 18일~)는 루마니아의 체조 선수이다. 2008년 하계 올림픽 여자 마루 종목과 2012년 하계 올림픽 여자 도마 종목 금메달을 획득했다. 또한 2008년과 2012년 올림픽 단체전 동메달을 획득했고 세계 선수권 대회에서 메달 3개를 획득했다.